# Pinosilvina sintasi
La pinosilvina sintasi è un enzima appartenente alla classe delle transferasi, che catalizza la seguente reazione:
3 malonil-CoA + cinnamoil-CoA ⇄ 4 CoA + pinosilvina + 4 CO2
L'enzima non è uguale alla naringenina-calcone sintasi (numero EC 2.3.1.74) o alla triidrossistilbene sintasi (numero EC 2.3.1.95).